# سعسع (ريف دمشق)
سعسع بلدة وناحية إداريّة تتبع منطقة قطنا في محافظة ريف دمشق. تقع جنوب غرب دمشق على سهل جبل الشيخ وترتفع عن سطح البحر 1200 متر تقريبا. بلغ عدد سكان الناحية 45,233 نسمة حسب تعداد عام 2004.
تمتاز بأراض خصبة للزراعة وتشتهر بزراعة الثمار والبطاطا والقمح والبطيخ والثوم وتعد محاصيل الناحية ومحاصيل القرة المجاورة من المرتكزات الأساسية للتصدير ولمدينة دمشق
وتتبع لها عدة قرى محيطة بها مثل حريما وشورى والمغر وبيت جن ومزرعة بيت جن. 
يبلغ عدد سكان سعسع 20000 ألف نسمة تقريبا. ويوجد فيها مخيم للفلسطينيين ولنازحي الجولان. وأهل البلد الأصليين. 
يمر منها نهر الأعوج بأجمل إطلالة على سفوح جبل الشيخ الذي يتصدر المنظر عندما تدخل إلى سعسع.
من أهم معالم البلدة هو خان سعسع الأثري الذي بناه الصدر الأعظم سنان باشا قبل حوالي خمسة قرون وكان أكبر وأفخم خانات سوريا التي تحدث عنها الكثير من الرحالة العرب والأجانب.
وعلى الرغم من أن سور الخان ما يزال قائماً إلا أن البيوت التي بنيت داخل هذا السور في السنوات الماضية ضيعت ملامحه وجعلته أشبه بحي عشوائي في أي مدينة أخرى.
بنى أهالي سعسع 40 (كم جنوب غرب دمشق) بيوتاً للسكن داخل حرم الخان، وقاموا بترميم مسجد الخان وفق طرازا العمارة الحديث ودون مراعاة لشكله العثماني المميز، أما ساحة الخان فقد تحولت إلى حي سكني فيه شوارع وزواريب ومرائب للسيارات، أما أبنية الخان التاريخية فهي خرائب قلب أرضياتها لصوص الآثار والباحثين عن الكنوز المدفونة، أو استخدم الأهالي جدرانها لتتميم بناء بيوتهم.

## المعالم الأثرية

### الأبينة الأثرية
تشير بقايا الأبنية الأثرية في الخان إلى وجود مبنى رسمي كبير يرجح أنه مقر حاكم المنطقة أو متولي الخان، وأبنية أخرى للسكن والمنامة وكذلك اصطبلات وحمامات ومسجد كبير وسوق تجاري، وله بوابتان وعدة أبراج دفاعية مثمنة الشكل، وما يزال بابه الرئيسي يحتفظ بدرفة واحدة جزؤها السفلي مدفون بفعل ارتفاع منسوب الأرض أكثر من متر عن المنسوب القديم.

### وقفية سنان باشا
وتشير وقفية سنان باشا الصدر الأعظم أيام السلطان سليمان القانوني ووالي دمشق أنه بنى هذا الخان ضمن سلسلة منشآت أخرى على طريق دمشق- القدس، حوالي عام 1580 ميلادي، بغية تسهيل مشاق السفر على مستخدمي هذا الطريق الذي انتعش في العصر العثماني بشكل كبير، لمنع قطاع الطرق من الاعتداء على المسافرين.
وتذكر وقفية سنان باشا أن المذكور أنشأ:
- جامع قل نظيره في الأمصار والبلدان.
- عمارة أو تكية لتقديم الوجبات المجانية للفقراء وأبناء السبيل.
- بيوت للمسافرين.
- رباطان لكل وارد ونزيل.
- مجموعة دكاكين.
- حمام.
- طاحون بحجرين لطحن الغلال.
شارع داخل الخان

## سعسع في كتب المؤرخين
من الرحالة الذين ذكروا سعسع مصطفى البكري الصديقي عام 1612 في طريقه إلى القدس، وكذكرها كقرية. كما ذكرها الخياري في رحلته المعروفة، ومر بالخان الرحالة المصري مصطفى أسعد اللقيمي الذي زاره حوالي عام 1731 ميلادي، فقال: «ولما أضاء القمر وشعشع قصدنا قرية سعسع فوصلنا وقت الزوال. وقد سرّت النفس ببلوغ الآمال، ونزلنا بخانها العامر الأنيس، وصلينا التحية بمسجده النفيس. وبه تكية بجانب المسجد تنبي بعلو همة المجدد. وتجاهها فسقية ماء عذبة الموارد تروي غليل الصادر والوارد وبمحاذاته نهر ماء سلساله يتموج يقال له نهر الأعوج، فجلست على شاطئ ذلك النهر لأروي القلب وأشرح الصدر مع إخوان رقة ولطف..».
وقد ذكر البديري الحلاق في حوادث دمشق اليومية أن خان سعسع تهدم بفعل زلزال عام 1759، ولكن يبدو أنه تم ترميمه بدليل أن الرحالة السويسري بوركهاردت ذكر الخان بأنه عامر بالمسافرين، كما امتدح المسجد الموجود في الخان.